# High Stile
High Stile är ett berg i Storbritannien.   Det ligger i grevskapet Cumbria och riksdelen England, i den centrala delen av landet, 400 km nordväst om huvudstaden London. Toppen på High Stile är 806 meter över havet, eller 657 meter över den omgivande terrängen. Bredden vid basen är 15,4 km. High Stile ingår i Cumbrian Mountains.
Terrängen runt High Stile är huvudsakligen kuperad.Runt High Stile är det ganska tätbefolkat, med 86 invånare per kvadratkilometer. Närmaste större samhälle är Whitehaven, 19,5 km väster om High Stile. Trakten runt High Stile består i huvudsak av gräsmarker.